# Regina Palkovits

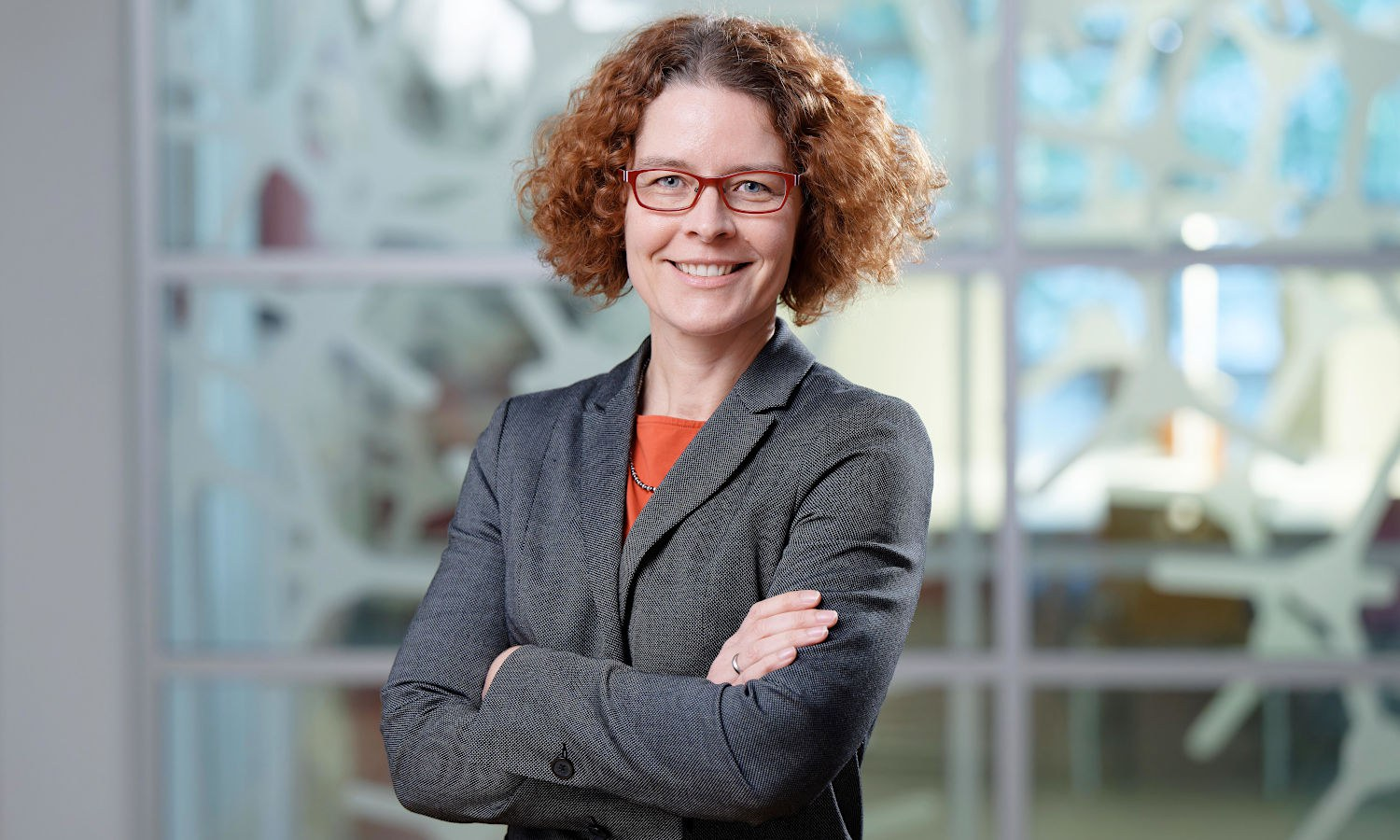
Regina Palkovits (2024)

Regina Palkovits (* 1980) ist eine deutsche Chemikerin auf dem Fachgebiet Technische Chemie. Sie ist Professorin an der RWTH Aachen und seit Oktober 2023 am Forschungszentrum Jülich als Direktorin am Institut für nachhaltige Wasserstoffwirtschaft tätig.

## Leben und Karriere
Regina Palkovits studierte von 1998 bis 2003 Chemieingenieurwesen an der Universität Dortmund. Ihre Diplomarbeit fertigte sie am Max-Planck-Institut für Kohlenforschung in Mülheim an der Ruhr an. Für ihre Doktorarbeit blieb sie in Mülheim und wurde dabei von Ferdi Schüth betreut. Nach der Promotion im Jahr 2006 wechselte sie 2007 als Postdoktorandin zu Bert Weckhuysen an die Universität Utrecht und kehrte im Anschluss als Gruppenleiterin an das Max-Planck-Institut für Kohlenforschung zurück. 
Seit 2010 ist Palkovits Professorin für Heterogene Katalyse und Technische Chemie an der RWTH Aachen. Von 2014 bis 2020 war sie Geschäftsführende Direktorin am Institut für Technische und Makromolekulare Chemie (ITMC) der Universität.
Seit Oktober 2023 leitet sie parallel das Institut für nachhaltige Wasserstoffwirtschaft am Forschungszentrum Jülich. Dieses Institut ist Teil des Helmholtz-Clusters Wasserstoff (HC-H2), welches sich mit dem Aufbau und der Demonstration neuartiger Wasserstoff-Technologien im Industriemaßstab beschäftigt und zum Ziel hat, das Rheinische Revier zu einer Wasserstoff-Modellregion weiterzuentwickeln.
Das catalaix-Projekt, das sie gemeinsam mit Jürgen Klankermayer leitet und sich mit der Wiederverwertung von Kunststoffabfällen befasst, gewann im Jahr 2023 den mit 106 Millionen Euro dotierten Ideenwettbewerb des „Jahrhundertprojekts“ der Schweizer Werner Siemens-Stiftung.
Regina Palkovits engagiert sich für die Sichtbarkeit von Frauen in der Wissenschaft und war 2010 eines der ersten Mitglieder von AcademiaNet, einem Netzwerk, das darauf abzielt, den Frauenanteil in wissenschaftlichen Führungspositionen zu erhöhen. Sie ist verheiratet und hat zwei Kinder.

## Forschungsschwerpunkte
In der Forschung beschäftigt sich Palkovits mit der Entwicklung und dem Einsatz von heterogenen Hochleistungskatalysatoren im Bereich der Nutzung von Biomasse, umweltfreundlicher Katalyse, Kunststoffrecycling und der Elektrochemie. So hat sie z. B. untersucht, wie Biomasse, CO2 und Kunststoffabfälle genutzt werden können, um Monomere für die Kunststoffherstellung und CO2-neutrale Kraftstoffe zu erzeugen. Der Schwerpunkt ihrer Forschung sind Katalysator-Technologien. Bei der chemischen Speicherung von Wasserstoff gehen Wasserstoff-Moleküle bei der Katalyse eine Bindung mit anderen Molekülen ein, was wiederum eine Verbindung entstehen lässt, die das Speichern, Lagern und Transportieren von Wasserstoff erleichtert.

## Preise und Auszeichnungen (Auswahl)
- 2006: Hendrik Casimir-Karl Ziegler-Forschungspreis der Nordrhein-Westfälischen Akademie der Wissenschaften und der Royal Netherland Academy of Science
- 2008: GKSS-Preis für „Verständliche Wissenschaft“ der Helmholtz-Gesellschaft[3]
- 2010: Jochen-Block-Preis der deutschen Gesellschaft für Katalyse GeCatS
- 2010: Innovationspreis des Landes Nordrhein-Westfalen[5]
- 2011: Auszeichnung der Standortinitiative „Deutschland – Land der Ideen“ als eine der „100 Frauen von morgen“[6]
- 2017: Dechema-Preis 2016 für herausragende Forschungsarbeiten[7]
- 2019: EFCATS Young Researcher Award[8]

## Mitgliedschaften
- seit 2015: Wissenschaftlicher Beirat des Intern. Sustainable Chemistry Collaborative Centre von BMUB und Umweltbundesamt
- seit 2017: Mitglied der Auswahlkommission des Wöhler Preises der Gesellschaft Deutscher Chemiker (GDCh)
- seit 2019: Vorsitzende der Fachgruppe „Nachhaltige Chemie“ der GDCh
- 2019: Max Planck Fellow am Max-Planck-Institut für Chemische Energiekonversion[9]
- 2020: Mitglied der Nordrhein-Westfälischen Akademie der Wissenschaften und der Künste[10]

## Publikationen (Auswahl)
- mit Roberto Rinaldi, Ferdi Schüth: Depolymerization of cellulose using solid catalysts in ionic liquids. In: Angewandte Chemie International Edition. Band 47, Nummer 42 vom 1. Januar 2008, doi:10.1002/anie.200802879, S. 8047–8050.
- mit Markus Antonietti, Pierre Kuhn, Arne Thomas, Ferdi Schüth: Solid catalysts for the selective low-temperature oxidation of methane to methanol. In: Angewandte Chemie. International Edition. Band 48. Nummer 37 vom 1. Januar 2009, doi:10.1002/anie.200902009, S. 6909–6912.
- mit Agnieszka M. Ruppert, Kamil Weinberg: Hydrogenolysis goes bio: from carbohydrates and sugar alcohols to platform chemicals. In: Angewandte Chemie. International Edition. Band 51. Nummer 11 vom 28. Februar 2012, doi:10.1002/anie.201105125, S. 2564–2601.
- mit Shwetambara Jha, Priya Jain, Pravin Popinand Ingole (korrespondierender Autor): Tuning of cationic distribution in „partially inversed“ cobalt ferrite spinel nanocubes via a nitrogen-doped graphene oxide support for enhanced bifunctional oxygen electrocatalysis. In: Journal of Materials Chemistry A. Band 11, Nummer 42 vom 11. September 2023, doi:10.1039/D3TA03486K, S. 23034–23047.
- mit Sonja Dorothea Mürtz, Marcus S. Lehnertz, Justus Kümper, Eike Häger, Alexandra Markus, Tabea Becker, Sonja Herres-Pawlis: Electrochemical depolymerisation of polylactic acid. In: Green chemistry. Band 26. Nummer 11 vom 21. Februar 2024, doi:10.1039/D3GC04234K, S. 6423–6428.
- mit Katharina Maria Ebeling, Dominik Bongartz, Sonja Dorothea Mürtz, Alexander Mitsos (korrespondierender Autor): Thermodynamic and Economic Potential of Glycerol Oxidation to Replace Oxygen Evolution in Water Electrolysis. In: Industrial & Engineering Chemistry Research. Band 63. Nummer 18 vom 26. April 2024, doi:10.1021/acs.iecr.3c03615, S. 8250–8260.